# George Alhassan (calciatore 1955)
George Alhassan, noto anche con lo pseudonimo di Jair (11 novembre 1955), è un ex calciatore ghanese, di ruolo attaccante.

## Biografia
È il padre di Kalif Alhassan, calciatore professionista negli Stati Uniti e nella nazionale Under-20 del Ghana.

## Carriera

### Club
Ha giocato in patria nel Great Olympics, in Gabon con il FC 105 Libreville (con cui ha anche vinto un campionato) ed in Corea del Sud con l'Hyundai Horang-i. Nel 1977 e nel 1985 è stato capocannoniere del campionato ghanese.

### Nazionale
È stato nel giro della nazionale maggiore dal 1970 al 1990 partecipando a due diverse edizioni della Coppa d'Africa (Ghana 1978, nella quale ha segnato 2 gol in 5 presenze, e Libia 1982, nella quale in 5 presenze ha segnato 4 gol, di cui 2 in semifinale contro l'Algeria ed uno in finale contro la Libia), vincendole entrambe.

## Palmarès

### Club

#### Competizioni nazionali
- Campionato gabonese: 1

FC 105 Libreville: 1982

### Nazionale
- Coppa d'Africa: 2

Ghana 1978, Libia 1982

### Individuale
- Capocannoniere del campionato ghanese: 2

1977, 1985
- Capocannoniere della Coppa d'Africa: 1

Libia 1982 (4 gol)